# Jaka Štromajer
Jaka Štromajer, slovenski nogometaš, * 27. julij 1983, Domžale.
Štromajer je nekdanji profesionalni nogometaš, ki je igral na položaju napadalca. V svoji karieri je igral za slovenske klube Triglav Kranj, Domžale, Naklo, Koper, Portorož Piran, Celje, Drava Ptuj, Ankaran Hrvatini, Radomlje in Izola, romunske Pandurii Târgu Jiu, CSM Râmnicu Vâlcea in Oțelul Galați ter italijanski Kras Repen. Skupno je v prvi slovenski ligi odigral 186 tekem in dosegel 32 golov. S Koprom je leta 2015 osvojil slovenski pokal. Bil je tudi član slovenske reprezentance do 16, 17, 18, 19, 20 in 21 let.